# Frank Lukemann
Frank Lukemann (Canadá, 20 de junio de 1885-23 de diciembre de 1946) fue un atleta canadiense, especialista en la prueba de pentatlón en la que llegó a ser medallista de bronce olímpico en 1912.

## Carrera deportiva
En los JJ. OO. de Estocolmo 1912 ganó la medalla de bronce en la competición de pentatlón, consiguiendo 24 puntos, tras el noruego Ferdinand Bie (oro) y los estadounidenses Jim Thorpe (también oro) y James Donahue (plata).